# Sintaxina

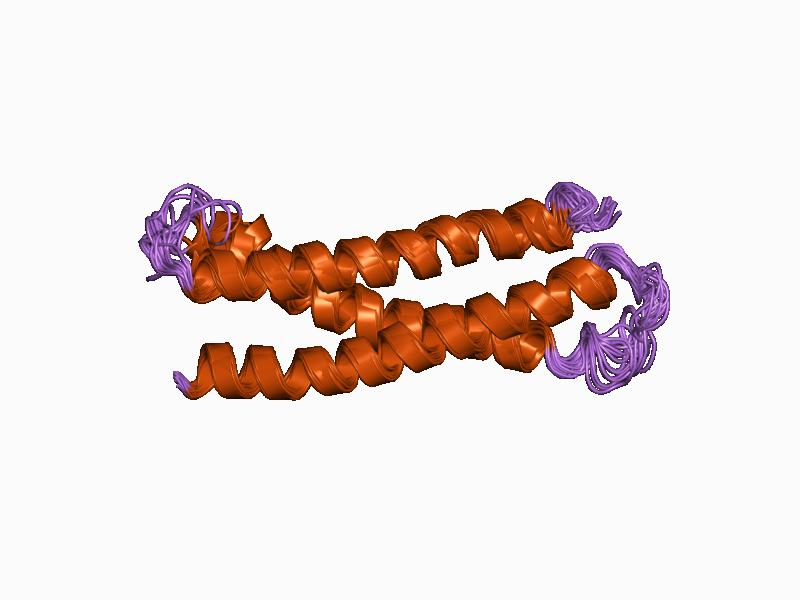

Las sintaxinas son una familia de proteínas SNARE (receptores de proteínas de fijación soluble de NSF) que integradas a la membrana,  están involucradas en el proceso de la exocitosis celular, facilitando la fusión de las vesículas. Las sintaxinas A y B son proteínas específicas del sistema nervioso implicadas en el acoplamiento de vesículas sinápticas con la membrana plasmática presináptica.

## Acciones fisiológicas
De las cuatro sintaxinas especializadas para la exocitosis:
- La sintaxina 1A es la proteína que está principalmente involucrada en el acoplamiento de vesículas sinápticas en las zonas activas de las neuronas.[2]
- La sintaxina 2 podría funcionar como una proteína SNARE inhibitoria que, cuando se libera, podría promover la exocitosis en las células beta de los islotes pancreáticos, por lo tanto, puede servir como un objetivo potencial para tratar la diabetes.[3]

Se ha demostrado que las proteínas SNARE y las proteínas accesorias de unión SNARE son componentes moleculares fundamentales para la liberación de neurotransmisores, como lo demuestra la escisión de neurotoxinas o la eliminación genética de las proteínas SNAREs que conduce a la pérdida casi completa de la neurotransmisión. Sin embargo, la secuencia precisa de eventos moleculares correspondientes a estados fisiológicos distintos no está clara.